# Peled-maréna
A Peled-maréna (Coregonus peled) a sugarasúszójú halak (Actinopterygii) osztályához, ezen belül a lazacalakúak (Salmoniformes) rendjéhez és a lazacfélék (Salmonidae) családjához tartozó faj.

## Előfordulása
A Peled-maréna Szibéria tavaiban és a nagy folyók alsó szakaszában él. Egészen a Balti-tengerig megtalálható.

## Megjelenése
Alakja: A hal zömök, viszonylag magas hátú és heringszerű testű. Kis feje és hegyes orra van. A pikkelyek nagyobbak, mint a lazacformáké, oldalvonala teljes. A hátúszó és a mélyen kimetszett farokúszó között zsírúszó van. A keskeny szájnyílás a szem elülső szegélyéig ér, végállású. Az első kopoltyúíven 44-68 (többnyire körülbelül 50) kopoltyútüske van.
Színezete': Hátának színe a kékeszöldtől a sötétzöldig változik, hasa és oldalai ezüstszínűek.
Mérete: A táplálékszegény vizekben élő törpe alakok 15-20 centiméter hosszúak. Az átlagos hosszúság 30-40 centiméter. A szibériai vizekben többnyire 60-70 centiméter, maximum 75 centiméter. Testtömege 13.8 kilogramm is lehet.

## Életmódja
Tápláléka apró gerinctelenek: férgek, rovarlárvák és planktonrákok, a nagyobb példányok halakat is fognak.

## Szaporodása
A Peled-marénák július–augusztusban kezdenek vándorolni, és a folyók alsó szakaszán keresik azokat a lapos kavics- és homokpadokat, ahol a helytől változóan szeptembertől novemberig ívnak. Egy-egy nőstény akár 105 000 ikrát is rakhat. Ezt követőleg újra lefelé vonulnak. Az ivadék egyéves korig az ívóhelyen marad, és csak ezután vándorol a folyó torkolatvidékére.